# A válóperes leány
A válóperes leány (eredeti címe: The Divorce of Lady X) 1938-ban bemutatott színes angol filmvígjáték, rendezője Tim Whelan, producere Korda Sándor. Magyarországon a filmet 1939. március 16-án mutatták be. Magyarországon ismert még Lady X válása címmel is.

## Cselekménye
Jótékony célú jelmezbál van a londoni Royal Park Hotelben. A sűrű köd miatt veszélyes közlekedni, ezért a szálló igazgatósága felajánlja a vendégeknek, hogy éjszakára maradjanak a szállóban. A szobákat gyorsan elkapkodják. Miss Lesslie Steele megtudja, hogy egy fiatalembernek egész lakosztálya van, és megkéri őt, hogy engedje át az egyik szobáját. Logan, a fiatal válóperes ügyvéd enged a kérésnek. 
Másnap az ügyvédi irodájában megjelenik Lord Mere és panaszt tesz a felesége ellen, aki már négyszer vált, hogy az elmúlt éjszakát a Royal Park Hotelben töltötte. Logan biztosra veszi, hogy a nála éjszakázott hölgyről van szó, és lebeszéli a lordot a válásról, minthogy a látszat ellenére a hölgy ártatlan. A férj hajlandó is kibékülni feleségével, de most már a sértett asszony akar mindenképpen válni. Lord Mere tehát visszamegy az ügyvédhez, aki ekkor már vállalja a válópert, mert időközben beleszeretett Lesslie Steele-be, akiről még mindig azt hiszi, hogy a lord felesége. Lesslie közben  megismerkedik az igazi Lady Mere-el. Kieszelik, hogy együtt állnak bosszút a nőgyűlölő ügyvéden. Logan ugyanis minden válóperében a nő hibájából bontja fel a házasságot. Lady Mere meghívja Logant a kastélyukba, ahol kiderül, hogy ki az igazi Lady Mere, és hogy Lesslie – leány. Logan elveszi feleségül és legközelebbi válóperes tárgyalásán már a nőket és a házasság intézményét dicséri. 

## Főbb szereplők
| Szerep                       | Színész           | Magyar hangja (1. szinkron, 1994) |
| ---------------------------- | ----------------- | --------------------------------- |
| Leslie Steele                | Merle Oberon      | Kováts Adél                       |
| Everard Logan                | Laurence Olivier  | Jakab Csaba                       |
| Lady Claire Mere             | Binnie Barnes     | Kiss Erika                        |
| Lord Mere                    | Ralph Richardson  | Forgács Gábor                     |
| Lord Steele, Leslie nagyapja | Morton Selten     | Szabó Ottó                        |
| Bianco, szállodaigazgató     | Victor Rietti     | Láng József                       |
| Slade                        | J.H. Roberts      | Izsóf Vilmos                      |
| Saunders, szobalány          | Gertrude Musgrove | Menszátor Magdolna                |
| Jefferies, komornyik         | H.B. Hallam       | Szoó György                       |
| Peters                       | Edward Lexy       | Rosta Sándor                      |
| Szobapincér                  | Gus McNaughton    | Uri István                        |
| Mrs. Johnson                 | Eileen Pee        | (n. a.)                           |